# Quay phim đám cưới
Quay phim đám cưới là một dạng ghi hình lưu giữ những khoảnh khắc trong lễ cưới vào trong video. Sản phẩm cuối cùng của người quay phim thường được gọi là phim đám cưới.

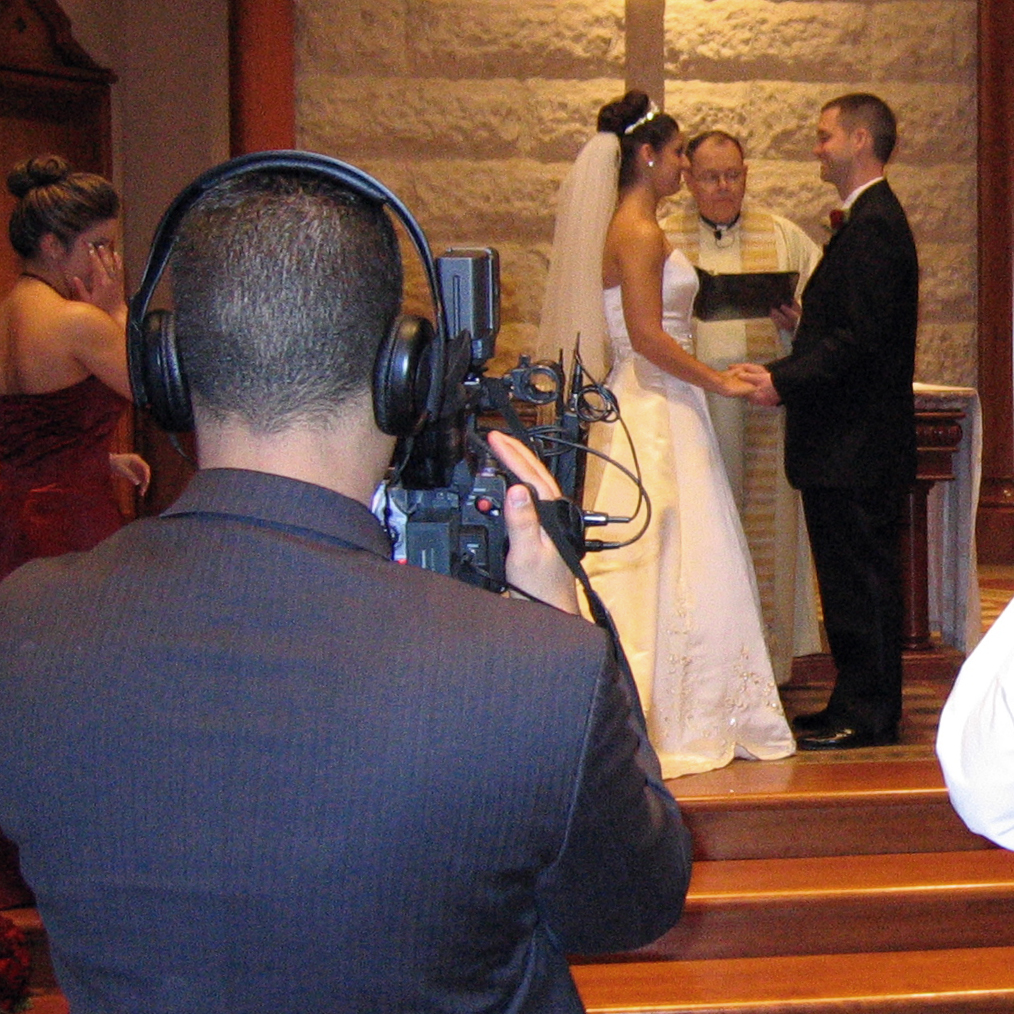
Một người quay phim đang ghi hình một lễ cưới

Quay phim đám cưới có thể truy nguyên về thời kỳ trước khi người ta phát minh ra máy quay video hiện đại từ 8-16mm phim. Từ khi phim ảnh là cách duy nhất để chộp lại những hình ảnh chuyển động, một số ít cá nhân bạo dạn đã mang về nhà máy quay 8mm và quay phim về các lễ cưới của gia đình và bạn bè.